# Abd al-Karim an-Nahlawi
Abd al-Karim an-Nahlawi (ur. 1926 w Damaszku) – syryjski wojskowy, przywódca zamachu stanu z września 1961, po którym przestała istnieć Zjednoczona Republika Arabska, zaś Syria na nowo stała się niezależnym państwem.

## Życiorys
Pochodził z zamożnej rodziny mieszczańskiej z Damaszku.
28 września 1961 stanął na czele wojskowego przewrotu, w czasie którego władzę w Prowincji Północnej Zjednoczonej Republiki Arabskiej (terytorium dawnej Republiki Syryjskiej) przejęli zwolennicy wystąpienia Syrii z zawiązanej w 1958 federacji z Egiptem. Był wówczas podpułkownikiem. Po sukcesie zamachu wszedł w skład tymczasowego organu rządzącego, Najwyższego Arabskiego Dowództwa Rewolucyjnego, które 29 września przekazało władzę kolejnemu rządowi tymczasowemu, na czele którego stanął Mamnun al-Kuzbari. Zamach stanu pozwolił damasceńskiemu mieszczaństwu powrócić do faktycznego sprawowania władzy, od której zostało odsunięte po 1958. Formalnie wojsko odgrywało odtąd w kraju rolę drugoplanową, jednak miało istotny wpływ na rozwój wydarzeń w Syrii. W marcu 1962 an-Nahlawi przeprowadził drugi zamach stanu, przekonany, że władzę w państwie zdominowali politycy z Aleppo, konkurujący z działaczami z jego rodzinnego miasta. An-Nahlawi zmusił prezydenta Nazima al-Kudsiego i cały rząd do ustąpienia, jednak w następnym miesiącu musiał zrezygnować ze sprawowania władzy z powodu masowych demonstracji i opozycji wewnątrz samego wojska. Umożliwiło to powrót al-Kudsiego na urząd prezydencki.